# Tornado em Guaraciaba (2009)
O Tornado de Guaraciaba (2009) foi um evento meteorológico pertencente à onda de tornados na Argentina e no Brasil em 2009, com ocorrência durante a noite (21h) do feriado de 7 de setembro do mesmo ano. O fenômeno - que foi classificado como F4 (limite intermediário) na Escala Fujita - atingiu oito comunidades da pequena cidade de Guaraciaba, com maior intensidade na zona rural, e resultou na morte de 4 pessoas. O prejuízo foi estimado em R$160 milhões. Um estudo confirma a destruição por mais dois tornados (todos F3) na região, produzidos pela mesma supercélula convectiva.
O tornado ocorreu durante a noite e não havia medidores para mensurar a força do fenômeno, muito menos registros em imagens ou especialistas que presenciaram o momento da catástrofe, portanto o evento teve de ser classificado através dos danos. Inicialmente o fenômeno foi classificado como um F3 -  mas depois foi corrigido para um F4 na Escala Fujita - onde os ventos podem alcançar valores superiores a 330 km/h, principalmente por causa das cenas de casas de alvenaria que foram "quebradas" e implodidas em decorrência dos ventos fortes, e intenso "ground scouring" e descascamento de árvores.